# John S. Phelps

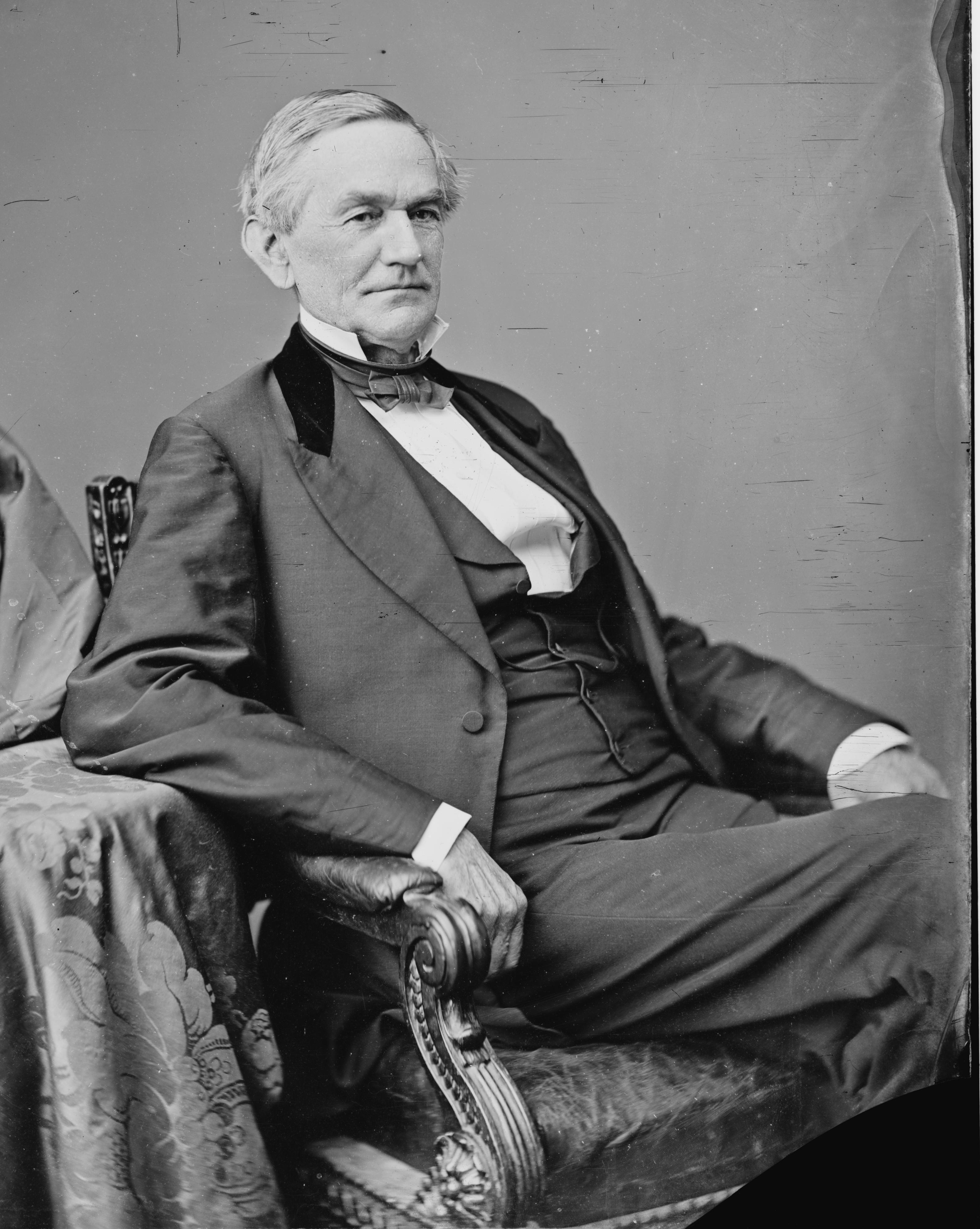
John Phelps

John Smith Phelps (* 14. Dezember 1814 in Simsbury, Hartford County, Connecticut; † 20. November 1886 in St. Louis, Missouri) war ein US-amerikanischer Politiker (Demokratische Partei) und von 1877 bis 1881 der 23. Gouverneur von Missouri. Diesen Bundesstaat vertrat er außerdem im US-Repräsentantenhaus.

## Frühe Jahre und politischer Aufstieg
John Phelps besuchte nach der Grundschule bis 1832 das Trinity College in Hartford. Nach einem anschließenden Jurastudium wurde er im Jahr 1835 als Rechtsanwalt zugelassen. Bis 1837 praktizierte er in seiner Geburtsstadt. Dann zog er nach Springfield in Missouri, wo er ebenfalls als Rechtsanwalt arbeitete.
In seiner neuen Heimat begann Phelps auch eine politische Laufbahn. Im Jahr 1840 wurde er in das Repräsentantenhaus von Missouri gewählt. Zwischen 1845 und 1863 vertrat er zunächst den fünften und dann den sechsten Wahlbezirk von Missouri im US-Repräsentantenhaus in Washington. Während des Bürgerkrieges kämpfte er zeitweise im Heer der Union. Dort brachte er es bis zum Oberstleutnant. Im Jahr 1862 war er kurzzeitig Militärgouverneur von Arkansas. Danach arbeitete er in Missouri wieder als Anwalt. Im Jahr 1868 bewarb er sich dort erfolglos für das Amt des Gouverneurs. Aber 1876 hatte er mehr Erfolg. Am 7. November dieses Jahres wurde er zum Gouverneur von Missouri gewählt: Mit 57 Prozent der Stimmen setzte er sich gegen den Republikaner Gustavus A. Finkelnburg durch.

## Gouverneur von Missouri
John Phelps trat sein neues Amt am 8. Januar 1877 an. In seiner Regierungszeit musste er sich mit einem Streik bei der Eisenbahn auseinandersetzen. Damals wurde auch ein erstes Arbeitsamt in Missouri gegründet. In St. Louis wurde die Symphonische Gesellschaft ins Leben gerufen. Der Gouverneur setzte sich außerdem für eine bessere Schulbildung ein. Ebenfalls in seiner Amtszeit entstand in Missouri eine staatliche Anwaltskammer.
Nach dem Ende seiner Amtszeit im Januar 1881 zog sich Phelps aus der Politik zurück und widmete sich seinen privaten Interessen. Er starb am 20. November 1886. Zusammen mit seiner Frau Mary Whitney hatte er fünf Kinder.
Nach ihm ist Phelps County in Missouri benannt.